# Keulenfüßiger Scheckenbock
Der Keulenfüßige Scheckenbock (Aegomorphus clavipes) ist ein Käfer aus der Familie der Bockkäfer und der Unterfamilie Lamiinae. Synonym wird der wissenschaftliche Name Acanthoderes clavipes gebraucht. Die Gattung Aegomorphus ist in Europa mit drei Arten vertreten.
Der Gattungsname Aegomorphus ist von altgr. αἴξ, αἰγός "aix, aigós " für "Ziege" und μορφή "morphē" für "Gestalt" abgeleitet und bedeutet "von der Gestalt einer Ziege". Der synonyme Gattungsname Acanthoderes ist von ἄκανθα "ákantha" für "Dorn" und δέρη "dére" für "Hals" abgeleitet. Er nimmt auf den spitzen Dorn auf jeder Seite des Halsschilds Bezug. Der Artname clavipes von (lat.) clāva für Keule und pēs für Fuß liefert in wörtlicher Übersetzung den Namensteil "keulenfüßig" des deutschen Namens und bezieht sich auf den keulig verdickten Schenkel. Der Namensteil Scheckenbock ist in der scheckigen Behaarung begründet.

## Merkmale des Käfers
Der robust gebaute Käfer erreicht eine Länge von zwölf bis siebzehn Millimeter. Die Körperoberseite ist grau, bräunlich und schwarz scheckig behaart. Die Behaarung fällt in verschiedene Richtungen, teilweise verläuft sie in Wirbeln. Die deutliche Punktierung ist auf Kopf, Halsschild und Flügeldecken verschieden.
Die Achse des Kopfes verläuft senkrecht zur Körperachse, die Mundwerkzeuge mit den kräftigen Oberkiefern zeigen nach unten. Das Endglied des Kiefertasters ist zugespitzt (Abb. 4). Die Stirn ist flach mit einer mittig liegenden Längsfurche (Abb. 2). Die Augen sind nierenförmig ausgeschnitten und umfassen die elfgliedrigen Fühler von hinten wenig mehr als zur Hälfte (Abb. 5 rechts). Bei beiden Geschlechtern sind die Fühler etwas länger als der Körper, beim Männchen wird beim neunten, beim Weibchen beim elften Fühlerglied das Körperende erreicht. Das erste Fühlerglied ist hinter der kugeligen Einlenkung in den Kopf deutlich eingeschnürt und dann birnenförmig verdickt, auf der Innenseite konvex (Abb. 7, der Pfeil zeigt auf die Einschnürung). Das zweite Fühlerglied ist kurz, das dritte länger als das vierte. Ab dem dritten Fühlerglied sind die Basen der dunkelbraunen bis schwarzen Fühlerglieder durch eine dichte und anliegende kurze weiße Behaarung in einem breiten Streifen hell erscheinend und die Fühler dadurch insgesamt geringelt. Außerdem sitzen auf der Unterseite der Fühler vereinzelte, dunkelbraune borstige Haare (Abb. 8). Die Punktierung des Kopfes besteht aus großen, tiefen Punkten, die unregelmäßig zerstreut liegen. Zwischen den Punkten ist die Oberfläche sehr fein geriffelt (chagriniert).
Der Halsschild (Abb. 3) ist deutlich breiter als lang und trägt in der Mitte seitlich je einen robusten, spitzen Dorn. Auf der Oberseite sitzen weiter vorn als die seitlichen Dornen zwei stumpfe Höcker. Der Halsschild ist tief, aber zerstreut punktiert. Die Zwischenräume sind sehr fein und dicht punktiert. Vorn und hinten ist der Halsschild gerandet.
Die Flügeldecken zeigen in der Regel drei zackige, dunkle und unvollständige Querbinden. Sie verjüngen sich nach hinten deutlich und enden abgestutzt (auf Abb. 4 von unten gut erkennbar). Die Schultern sind erhöht und zur Mitte hin durch einen leichten Eindruck abgesetzt. Die Flügeldecken sind an der Basis groß und tief punktiert, nach hinten werden die Punkte flacher, bleiben aber groß. Wie beim Halsschild ist die Punktierung doppelt, zwischen den großen Punkten liegen dicht sehr kleine Punkte (Abb. 9). Das Schildchen ist breiter als lang, flach und hinten breit abgerundet. Es ist sehr fein punktiert und sehr kurz und fein braun anliegend behaart.
Die Beine sind durch eine abwechselnd grauweiße und braungelbe, anliegende Behaarung geringelt. Wie der Name sagt, sind beim Keulenfüßigen Scheckenbock die Schenkel nach außen keulenartig verdickt. Die Schienen des mittleren Beinpaars tragen auf der Außenseite gegen Ende eine Kerbe, die von kurzen, bürstenaartigen, schwarzen Haaren umgeben ist (Abb. 5). Die scheinbar viergliedrigen Tarsen sind sehr breit (Abb. 6). Das vierte Tarsenglied ist kaum erkennbar zwischen den Seitenlappen des dritten Tarsenglieds versteckt.
Das Sternit des fünften Hinterleibsringes ist beim Männchen hinten breit abgeschnitten, beim Weibchen mehr verengt.
| | | |
| Abb. 1: Seitenansicht | Abb. 2: Vorderansicht                                                                                              | Abb. 3: Halsschild |
| | | |
| Abb. 4: Unterseite | Abb. 5: Ende Mesotibia, außen                                                                                      | Abb. 6: Protarsus von oben                                                                                               |
| | | |
| Abb. 7: 1. und 2. Fühlerglied von vorn Pfeil: Abschnürung des 1. Fühlergliedes hinter der Einlenkung rechts rechts Auge, links Basis 3. Fühlerglied | Abb. 8: Innenseite 3. Fühlerglied anliegende weiße und dunkle Behaarung, abstehende Einzelhaare auf der Unterseite | Abb. 9: Punktierung verschiede- ner Abschnitte der Flügeldecke A: Basis; B: vordere, C: mitt- lere, D: hintere Querbinde |

## Eier
Die Eier sind weiß, länglich und an den Polen abgerundet. Sie sind glatt, glänzend und etwas transparent. Ihre Länge beträgt 1,6 Millimeter, der Querdurchmesser liegt bei einem halben Millimeter.

## Larve
Der Kopf ist fast zur Hälfte in den Prothorax zurückgezogen. Der Kopfschild zwischen den schwarzen Mandibeln verengt sich nach vorn trapezförmig. An seinem Vorderrand schließt die halbkreisförmige, in der Vorderhälfte stark behaarte Oberlippe an. Die Fühler sind kurz, ihre Spitzen ragen kaum über die Einlenkung hinaus. Die weißlichen, kugelförmigen Ocellen sind weniger als ihr Durchmesser von der Fühlerbasis entfernt.
Das rundliche, weiße Pronotum fällt nach vorn zum Kopf ab. Es ist tief gerunzelt und seitlich durch eine Längsfalte begrenzt. Winzige Haare bilden hinter dem Vorderrand ein dünnes Querband, auf der Scheibe stehen die Haare zerstreut.
Auf der Mitte des Mesonotums bilden kurze steife Haare ein Querband. Das Metanotum ist durch eine Querrinne ausgezeichnet, dahinter und davor liegt je ein Querreihe blasiger Körnchen. Der Hinterleib ist seitlich mit dicht stehenden Härchen besetzt. Auf jedem Segment liegt ein Feld aus rundlichen, glänzenden Knötchen, die der Fortbewegung dienen.

## Puppe
Die Puppe ist frei und lässt bereits die gedrungene Form der Imago sowie die zukünftigen Dornen an den Seiten des Halsschilds erkennen. Auf der Rückenseite trägt sie kleine spitze Auswüchse, in denen je ein Haar entspringt. An der Hinterleibspitze befindet sich ein sklerotisierter kleiner Enddorn.

## Biologie
Die Imagines findet man von Juni bis August hauptsächlich an geschlagenen Stämmen und Holzklaftern in Laub- und Mischwäldern. In der Sonne laufen sie lebhaft an den Brutbäumen herum. Sie besuchen keine Blüten. Beim Reifungsfraß fressen sie grüne Blätter und Rinde junger Triebe. Die Weibchen können viele Eier legen. Als Brutbäume wird eine sehr breite Palette verschiedener Laubbäume genutzt (Eichen, Buchen, Erlen, Linden, Hasel, Birken, Weiden, Pappeln, Nussbaum, Obstbäume, Tannen-Mistel). In Mitteleuropa werden Eichen und Buchen bevorzugt, in Asien Eschen und Erlen. Bei der Eiablage werden frische Stümpfe, liegende Stämme, starke, noch berindete Äste mit mindestens zwanzig Zentimeter Durchmesser und durch Windbruch beschädigte Bäume aufgesucht, jedenfalls austrocknendes oder erst kürzlich getrocknetes Holz gewählt.
Die Entwicklung ist zweijährig. Bei einer Untersuchung im Altai-Gebirge schlüpften die Larven ab der zweiten Junihälfte bis Anfang September, im Schnitt etwas über drei Wochen nach der Eiablage. Die Larven fressen unter der Rinde Gänge, die das Splintholz noch anschürfen und verfüllen die Fraßgänge mit Bohrmehl. Das folgende Jahr verbringt der Käfer als Larve. Die reifen Larven dringen zehn bis fünfzehn Millimeter ins Splintholz ein und legen die Puppenwiege parallel zu den Holzfasern an. Die Öffnung zum Fraßgang wird mit Genagsel verschlossen. Die Puppenwiege ist häufig nach außen abgewinkelt und reicht oft bis in die Rinde. Die untersuchten Puppenkammern waren 21 bis 25 Millimeter lang und neun bis zehn Millimeter breit. Die Verpuppung erfolgte nach der zweiten Überwinterung von Mai bis Anfang Juli. Bei Raumtemperatur dauerte das Puppenstadium 16 Tage. In der Natur schlüpften die Tiere von Mai bis Ende Juli. Das Schlupfloch auf der Rinde maß durchschnittlich vier mal neun Millimeter.

## Verbreitung
Die Art ist in ganz Europa außer auf den Britischen Inseln und in den Beneluxländern verbreitet. Die vorwiegend nordeuropäische Art kommt in Mitteleuropa hauptsächlich im Bergland vor und ist nicht häufig. In den Alpen und Karpaten erreicht der Käfer die subalpinen Lagen. In Spanien, Italien und Griechenland kommt der Käfer nur verstreut vor. Nach Osten zieht sich das Verbreitungsareal nördlich des Schwarzen Meeres bis in den Kaukasus. Außerdem ist die Art aus Sibirien gemeldet.